# Heinz Brauer (Fußballspieler)
Heinz Brauer (* 9. März 1921 in Danzig; † 2004) war ein deutscher Fußballspieler und -trainer. Besondere Bedeutung erlangte er als langjähriger Jugendtrainer und Förderer und Entdecker von später bekannten Fußballspielern.

## Leben
Seit seinem fünften Lebensjahr spielte Brauer Fußball. Im Jahr 1939 wurde er einmal von Sepp Herberger trainiert. In seiner Jugend trat Brauer für den Ballspiel- und Eislaufverein Danzig (BuEV Danzig) an. Der Verein spielte in der Gauliga Danzig-Westpreußen, die zur höchsten deutschen Spielklasse gehörte und wurde dort 1940/41 Fünfter von sechs Mannschaften, und 1941/42 Dritter bei zehn Mannschaften. Brauer erlernte den Beruf des Maurers. Von 1941 bis 1945 war Brauer Soldat in der Wehrmacht, zunächst in Stettin und dann in Frankreich. Von Dezember 1941 bis 1943 war er in Russland eingesetzt. In Danzig wurde er verwundet. Er erlitt Durchschüsse im Unterarm und im Oberschenkel.
Bereits von 1943 bis 1945 war Brauer als Gastspieler bei Preussen Magdeburg aktiv. Nach Ende des Zweiten Weltkriegs spielte er von 1945 bis 1947 für die Sportfreunde Sudenburg, zumindest 1947 war er auch Stürmer in der Magdeburger Stadtauswahlmannschaft. 1946 begann er auch als Trainer zu arbeiten. Im Jahr 1947 heiratete er seine aus Ochtmersleben stammende Frau. Von 1947 bis 1949 spielte und trainierte er Traktor Ochtmersleben. Für drei Monate war er 1948 in Erkenschwick, kehrte jedoch nach Ochtmersleben zurück. Ab 1949 war er bei Stahl Magdeburg und später Motor Mitte Magdeburg aktiv. In der Saison 1950/51 wurde er mit seiner Mannschaft Fußball-Landesmeister Sachsen-Anhalt. Er spielte dann zeitweise mit Stahl Magdeburg und Motor Mitte Magdeburg in der DDR-Liga.

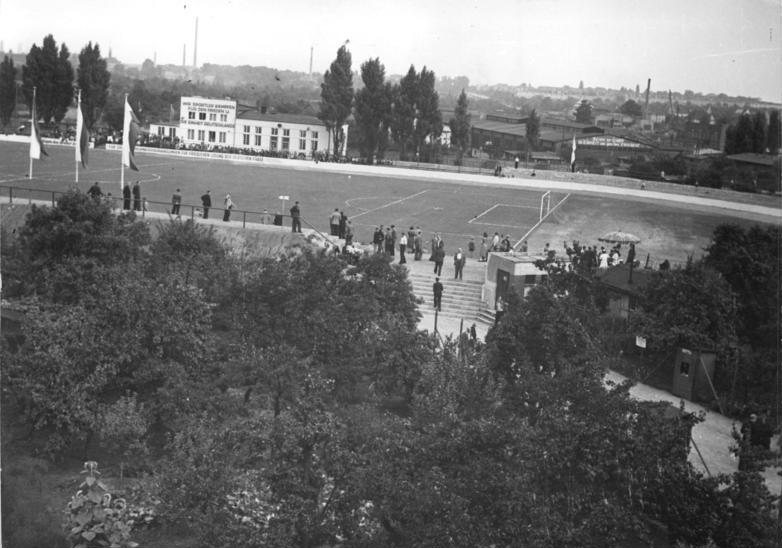
Wirkungsstätte Heinrich-Germer-Stadion bei der Einweihung 1952

Ab 1953 war Brauer auch Platzwart im Heinrich-Germer-Stadion. Vom 7. Juli bis 7. August 1954 absolvierte Brauer einen Übungsleiterlehrgang. Seit den 1950er Jahren trainierte er ständig Fußball-Nachwuchsmannschaften in Magdeburg und wurde zu einem der bekanntesten Nachwuchstrainer der Region. 1961 gelang ihm mit der Jugendauswahl des Bezirks Magdeburg der Gewinn der Silbermedaille bei der Spartakiade.
Er musste dann mit der gesamten Jugendfußballabteilung von Motor Mitte Magdeburg zum SC Aufbau Magdeburg bzw. dem 1. FC Magdeburg wechseln, wo er letztlich von 1964 bis 1974 tätig blieb. Ab 1975 war er wieder bei Motor Mitte Magdeburg, dem MSV 90 bzw. Preussen Magdeburg aktiv. Zu den bekanntesten von ihm in seiner 55-jährigen Trainer-Laufbahn trainierten Talenten gehören Axel Tyll, Detlef Schößler, Dirk Heyne, Reiner Wiedemann, Frank Cebulla und Mark Mewes. 1991 wurde seine Stelle als Platzwart gestrichen, seine Aufgaben als Trainer nahm er jedoch weiter wahr.